# Episodi di Alcoa Theatre (seconda stagione)
La seconda stagione della serie televisiva Alcoa Theatre è stata trasmessa in anteprima negli Stati Uniti d'America dalla NBC tra il 22 settembre 1958 e il 15 giugno 1959.
| nº | Titolo originale                      | Titolo italiano | Prima TV USA      | Prima TV Italia |
| -- | ------------------------------------- | --------------- | ----------------- | --------------- |
| 1  | The Chain and the River               |                 | 22 settembre 1958 |                 |
| 2  | The Town Budget                       |                 | 28 settembre 1958 |                 |
| 3  | Strange Occurrence at Rokesay         |                 | 7 ottobre 1958    |                 |
| 4  | Lazarus Walks Again                   |                 | 13 ottobre 1958   |                 |
| 5  | Coast to Coast                        |                 | 20 ottobre 1958   |                 |
| 6  | Office Party                          |                 | 20 ottobre 1958   |                 |
| 7  | The Spy                               |                 | 3 novembre 1958   |                 |
| 8  | Guy In Ward 4                         |                 | 10 novembre 1958  |                 |
| 9  | Eddie                                 |                 | 17 novembre 1958  |                 |
| 10 | The First Star                        |                 | 24 novembre 1958  |                 |
| 11 | The Reward                            |                 | 1º dicembre 1958  |                 |
| 12 | Points Beyond                         |                 | 8 dicembre 1958   |                 |
| 13 | Curtain Call                          |                 | 15 dicembre 1958  |                 |
| 14 | The Dark File                         |                 | 22 dicembre 1958  |                 |
| 15 | Coogan's Award                        |                 | 29 dicembre 1958  |                 |
| 16 | High Class Type of Mongrel            |                 | 5 gennaio 1959    |                 |
| 17 | The Afternoon Beast                   |                 | 12 gennaio 1959   |                 |
| 18 | A London Affair                       |                 | 19 gennaio 1959   |                 |
| 19 | 30 Pieces of Silver                   |                 | 26 gennaio 1959   |                 |
| 20 | Goodbye Johnny                        |                 | 2 febbraio 1959   |                 |
| 21 | Success Story                         |                 | 9 febbraio 1959   |                 |
| 22 | Corporal Hardy                        |                 | 16 febbraio 1959  |                 |
| 23 | A Good Name                           |                 | 23 febbraio 1959  |                 |
| 24 | Man of His House                      |                 | 2 marzo 1959      |                 |
| 25 | Of Missing Persons                    |                 | 9 marzo 1959      |                 |
| 26 | A Sword For Marius                    |                 | 30 marzo 1959     |                 |
| 27 | Ten Miles to Doomsday                 |                 | 6 aprile 1959     |                 |
| 28 | The Obenauf Story                     |                 | 13 aprile 1959    |                 |
| 29 | Girls About Town                      |                 | 20 aprile 1959    |                 |
| 30 | A Light in the Fruit Closet           |                 | 27 aprile 1959    |                 |
| 31 | The Slightly Fallen Angel             |                 | 4 maggio 1959     |                 |
| 32 | I Remember Caviar                     |                 | 11 maggio 1959    |                 |
| 33 | Boyden vs. Bunty (Dear Mom, Dear Dad) |                 | 18 maggio 1959    |                 |
| 34 | Wait Til Spring                       |                 | 25 maggio 1959    |                 |
| 35 | Medals for Harry                      |                 | 1º giugno 1959    |                 |
| 36 | Christabel                            |                 | 8 giugno 1959     |                 |
| 37 | The Best Way to Go                    |                 | 15 giugno 1959    |                 |